# 할례

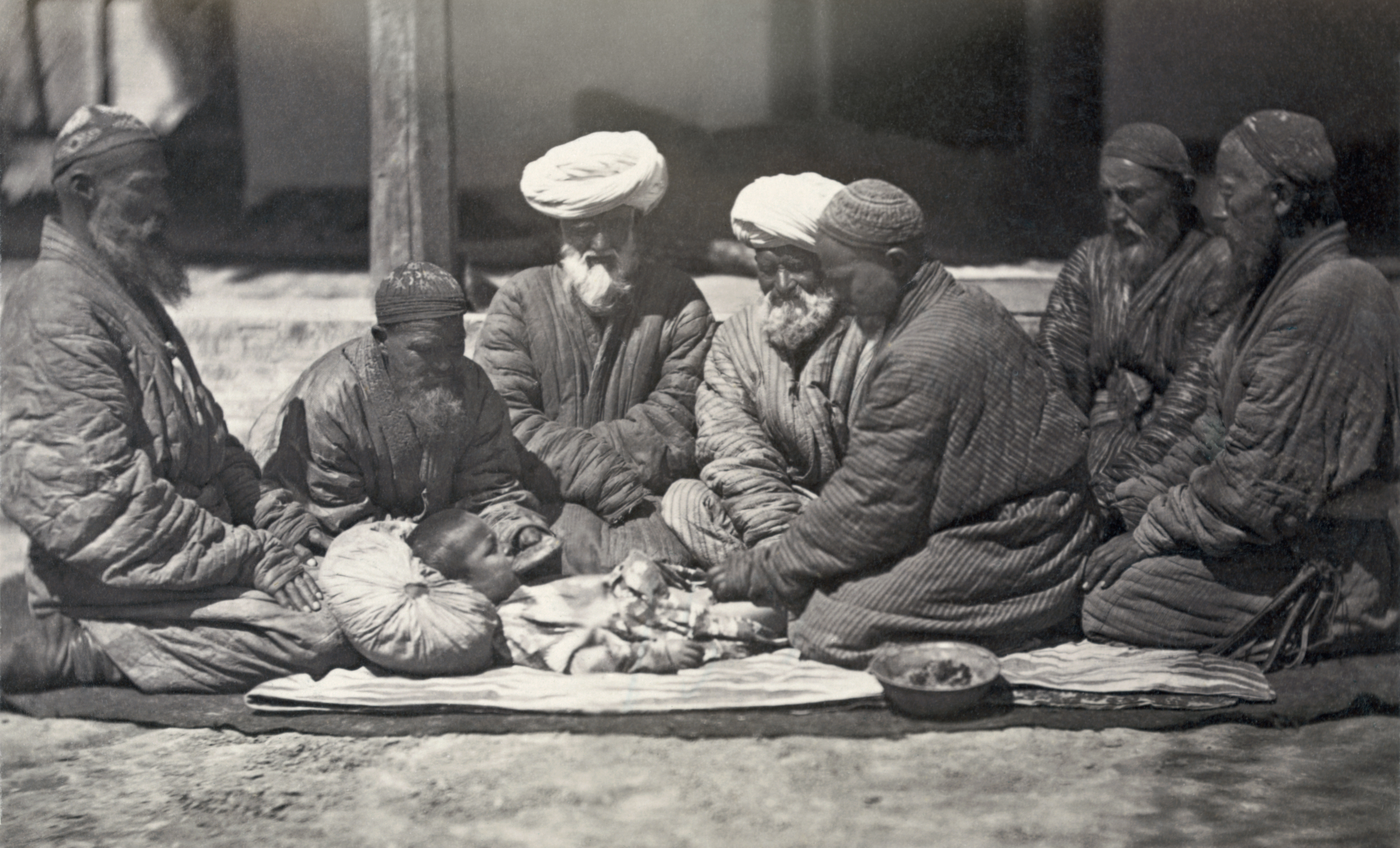
중앙아시아에서 행해지고 있는 할례수술 c. 1865–1872

할례(割禮) 또는 포경수술(包莖手術, circumcision)은 인간의 음경에서 포피를 제거하는 것이다. 가장 일반적인 시술에서는 포피(fore skin)를 열고 유착을 제거하며 포피(fore skin)를 귀두(glans)에서 분리한다. 바빌로니아인, 아시리아인을 제외한 셈계(系) 제민족 및 이집트인에게 일반적인 음경(陰莖)의 포피절제(包皮切除) 의식이자, 포피를 제거해 귀두를 강제로 노출시키는 행위이다. 환상절제술(環狀切除術)이라고도 부르며 영어로, 서컴시전(Circumcision)이라고 부른다. 기원적(起源的)으로는 결혼을 앞둔 남성으로서의 생리적 이유, 혹은 사회 성원(成員)으로서의 자격을 얻는다는 의미를 가졌던 것으로 생각된다. 유대인은 생후 8일째 되는 유아에게 시술하도록 개정되어 신(神) 야훼(Jahweh, 여호와)와 이스라엘 민족 사이 맺은 '계약의 표징'으로 해석했다. 포경은 귀두가 포피로 덮인 상태를 말하는데, 포피의 후퇴나 발기 등 필요에 따라 귀두가 노출되는 경우를 가성포경, 제 원인으로 포피를 후퇴시켜도 귀두가 제대로 노출되지 않거나 무리해서 노출시킬 경우 심한 고통이 수반되는 경우를 진성포경이라 한다. 포경수술을 너무 어린 나이에 하면 부작용이 생길 수 있다. 과거 대한민국에선 포경수술이 상당히 강요되었으나 최근에는 급격히 비율이 감소했다.

## 단어의 의미

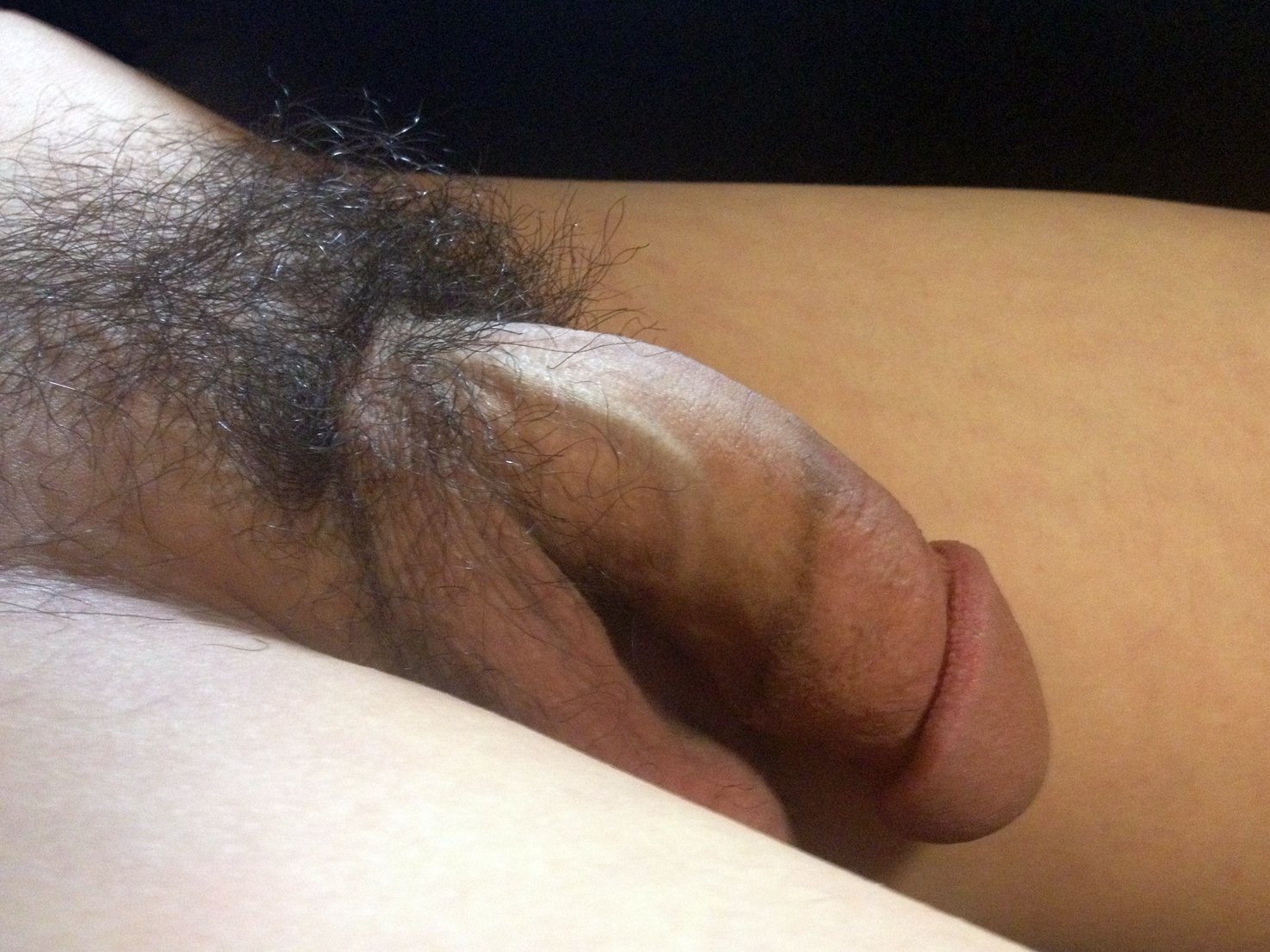
포경수술을 받은 성기의 모습

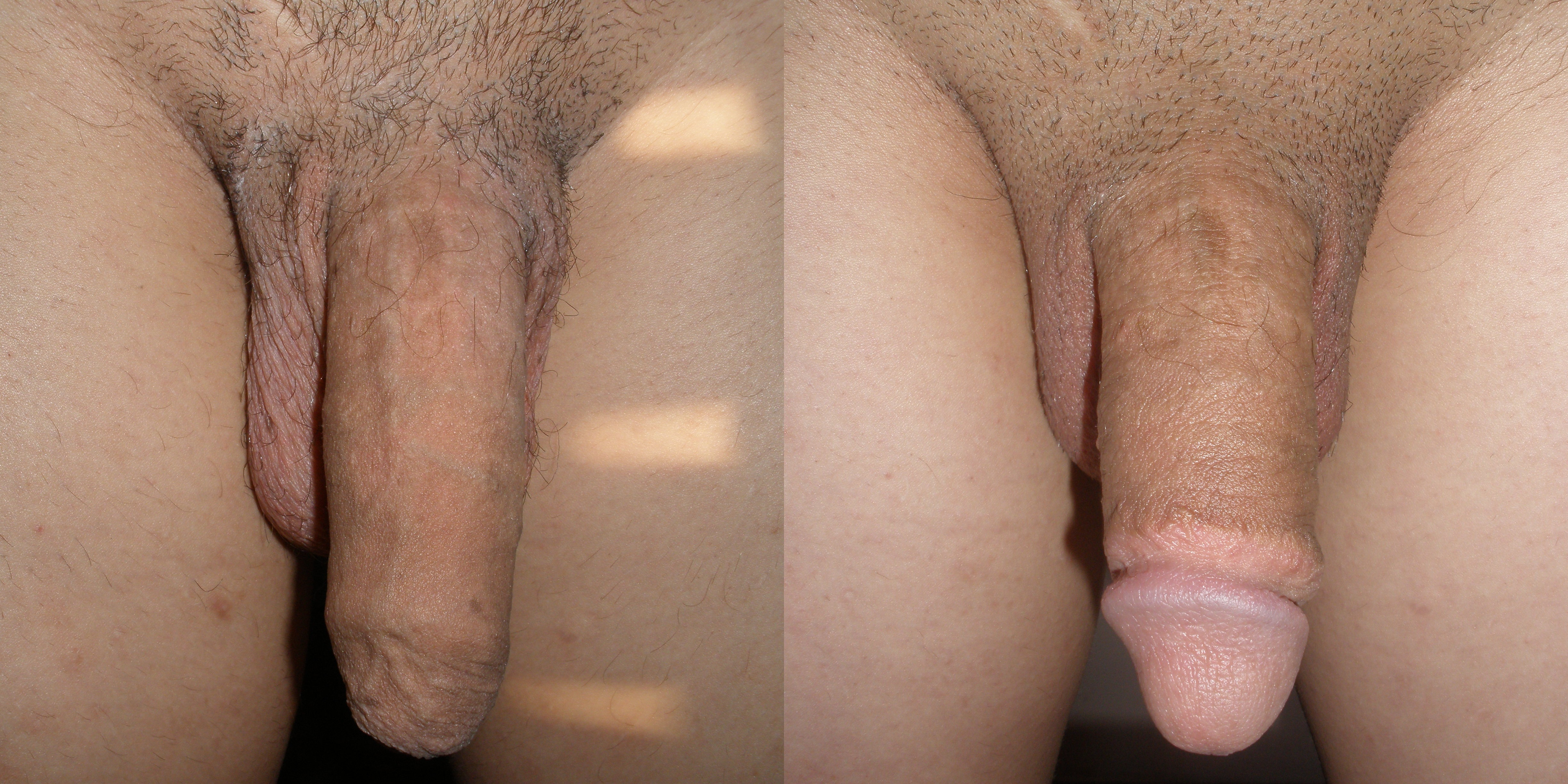
포경수술 전,후 비교

한자 문화권의 국가인 중국, 한국, 일본에서는 성서에 기술되는 circumcisio(라틴어), circumcision(영어)의 번역어로 "할례(割禮)"가 채용됐다. 이후 한자 문화권에서 의학적 의미로 한국과 일본에서는 포경수술(包莖手術, 일본어: 包茎手術 호케이슈주쓰[*])이라는 단어가 사용되고 있으며, 중국어권에서는 포피환절술(중국어 간체자: 包皮环切术, 정체자: 包皮環切術, 병음: Bāopíhuánqiēshù 바오피환체수[*]), 포피환절수술(중국어 간체자: 包皮环切手术, 정체자: 包皮環切手術, 병음: Bāopíhuánqiēshǒushù 바오피환체서우수[*]), 포피수술(중국어 간체자: 包皮手术, 정체자: 包皮手術, 병음: Bāopíshǒushù 바오피서우수[*]), 할포피수술(중국어 간체자: 割包皮手术, 정체자: 割包皮手術, 병음: Gēbāopíshǒushù 거바오피서우수[*]), 할포피(중국어: 割包皮, 병음: Gēbāopí 거바오피[*])라는 단어가 사용되고 있다.
영어 circumcision은 남성의 음경포피를 절제하는 것이다. 종교적 행위는 있지만 종교적 행위 여부는 불문하고 의료행위(포경수술)도 포함된다.다만 genital cutting(직역 성기 절단)도 "할례"라고 말할 수 있으며, 여기에는 남성의 circumcision(male genital cutting)과 여성기 절제(female genital cutting)가 포함된다.
여성 할례를 female circumcision(여자 할례)이라고 하지만 circumcision은 종교적 배경이 다르다는 등의 이유로 이 표현에 반대하는 사람이 적지 않다. 여성 할례는 이슬람권이나 아프리카 일부 부족등지에서 보이지만 현대에서는 악습이라고 비판되는 일이 많다. 여성 할례는 에티오피아나 소말리아와 같은 동아프리카에서 행해지는 경우가 종종 있다.
또한 근래에는 남성기의 할례도 아동 학대나 남성 차별이라고 하면서 반대하는 것도 많아졌다. 현대에는 이슬람, 유대국가와 대한민국, 필리핀, 미국을 제외하면 하지 않는 경우가 많다.

## 역사와 종교적 배경

### 헤로도토스의 기록
헤로도토스(기원전 484년경 ~ 기원전 425년경)의 "역사" 내용 중에서 "다른 나라 사람들은 성기를 타고난 그대로 두는데, 이집트인은 할례를 한다. 전 세계에서 콜키스인과 이집트인과 에티오피아인만이 예로부터 할례를 행하고 있다."라는 기록이 있다.

### 유대교
창세기 17장 9~14절에는, 하나님이 아브라함과 그의 가족, 후손들에게 지킬 언약으로서, 남자는 태어난 지 8일 만에 할례를 받을 것으로 기록되어 있다. 유대교에서는 이 전통을 이어받는다.
또, 창세기 34장에는 하몰의 아들 세겜이 야곱의 딸 디나를 강간한 이후, 야곱의 아들들은 할례를 받은 자가 아니면 딸을 줄 수 없다고 대답하고, 거기에 응해 세겜 일가가 할례를 받은 3일 후에 고통에 고생하고 있는 중에 야곱의 두 아들(시메온, 레위)이 습격해 세겜 일가를 몰살한 기록이 있다. 이 때부터 당시의 할례에는 일상생활에 지장이 있을 만큼이 며칠에 걸쳐 강한 아픔을 동반하고 있었던 것으로 헤아려진다.

### 예수의 할례
대다수의 기독교에서는 12월 25일이 예수의 탄신기념일(성탄절)이므로, 8일 뒤에 할례를 행하는 유대인의 관습에 의해 1월 1일이 예수가 할례를 받은 날이다. 예수가 할례를 받은 날을 "그리스도 할례축일"라고 한다.

### 기독교의 포교

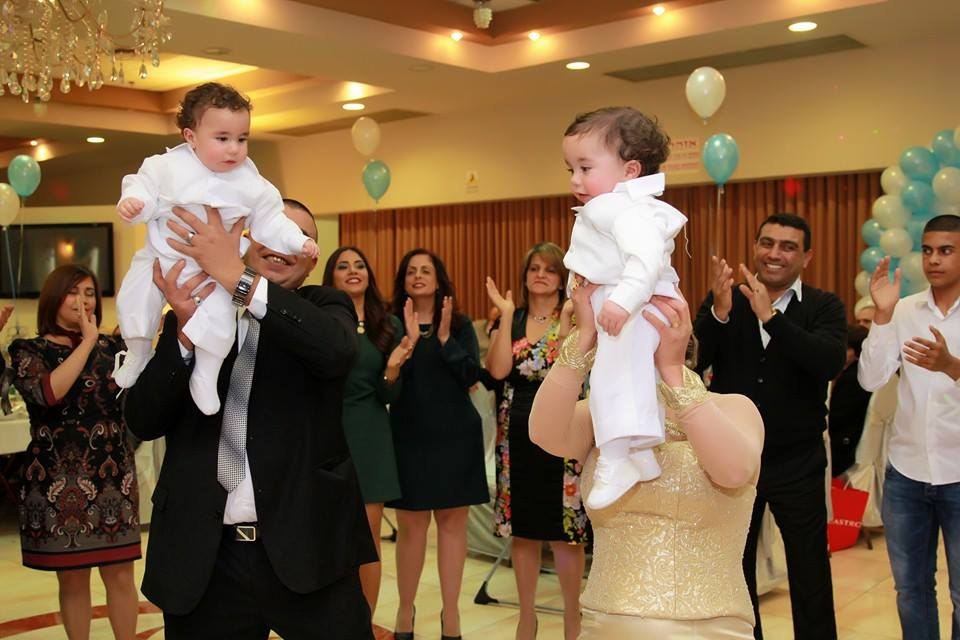
전통적인 할례 의상을 입고 콥트 기독교 어린이

기독교의 성립 후, 유대인 이외의 이방인에 대하여 전도를 행할 때에, 할례를 받지 않은, 개종한 이방인에 대하여 할례를 행할 것인가 아닌가가 큰 문제가 되었다. 바울은 "예수의 가르침은 율법을 지키는 것이 아니기 때문에, 할례는 필요 없다"고 주장했지만, 교단 내에서는 할례를 해야 한다고 하는 강한 비판도 있었다.
성경은 모든 신자의 할례는 마음에 할 것을 강조하고 있다. 처음부터 하나님께서 언약의 확증을 위해 허락하신 할례는 결국 영적 할례를 가르치시기 위한 수단이며 하나님께서 요구하시는 진짜 할례는 마음에 하는 것이다.(로마서 2:29) 그러므로 할례의 유무에 따라 신자여부를 구분할 수 없는 것이 가르치는 바이다. 성경은 결코 외모로 인간을 판단하지 않는다. 이는 누군가의 학벌이나, 지위, 성별이나 인종의 차이가 구원의 여부를 판가름 할 수 없다는 기본 원칙을 잊어선 안될 것이다.
단, 바울도 한편으로는 제자의 디모데(아버지가 그리스인으로서 할례를 받지 않고 있었다)에 대하여 할례를 하고 있지만, 이것은 유대인을 전도하기 위해서 필요한 조치였다고 한다. 만일 개종 시에 할례가 강요되었다면, 기독교의 포교방법도 상당 부분 달라있었을 것으로 보인다.(할례를 행하지 않는 그리스인과 로마인은 할례의 풍습을 몹시 싫어하고 있었다.)

### 이슬람교
이슬람교의 코란에는 특별한 규정은 없지만, 하디스에서 이에 대한 기재가 있다. 전설이기 때문에 이에 관한 해석은 일정하지 않지만, 이슬람교의 남아는 신체를 청결하게 유지하기 위해서 전통적으로 행하여 왔다. 시기는 태어난지 7일째에 행할 경우부터, 10~12세경까지 경우 등이 있다. 연령이 높을수록 성인으로서 예의에 가까워졌다고 여겨진다. 할례는 이발사, 수술에 익숙한 사람이 행하고 있었지만, 현재는 대개 외과의사가 행하고 있다. 할례를 행한 것을 지역적으로 축하하는 습관이 있다. 할례를 행하지 않고 있는 사람이 성인이 되어 이슬람교로 개종했을 경우는 해석이 일정하지 않기 때문에 반드시 강제는 아니지만 될 수 있는 한 할례를 행하는 편이 낫다고 여겨진다.

## 효과

### HIV
아프리카에서 실시된 3개의 무작위 통제시험에 의하면 2년동안 이성간 성접촉에 의한 HIV감염률이 38%에서 66% 감소한 것으로 나타났다.세계보건기구는 HIV 예방을 위해 HIV 감염 비율이 높은 지역에 포경수술을 권장하고 있다. 그러나 포경수술은 HIV를 예방하는 부분적인 방법으로, 콘돔을 착용하는 것이 가장 중요한 예방수단이라고 말하였다. 2015년의 메타분석 또한 HIV 예방효과가 있는 것으로 나타났다.
생물학적인 근거는 포피에 있는 랑거한스세포가 HIV의 주요 표적이기 때문이고, 포경수술을 하지 않았을 경우 감염된 분비물이 생존할만한 폐쇄된 환경이 만들어지기 때문이다. 동성간 성접촉에 의한 HIV감염률 감소에 대한 증거는 아직 부족하다.

### 음경암
2011년 체계적인 검토에 의하면 음경암을 예방하는 효과가 있는 것으로 나타났다.이는 할례율이 높은 유대인들의 음경암 발병률이 상대적으로 낮은 것과 관련이 있다.

## 부작용
포경수술 후 드물게 출혈, 감염, 과도한 포피제거 등의 합병증이 생길 수 있다.

## 성적감각
성적감각과 관련해서는 논란이 있으며 성적감각이 감소했다는 논문과 향상되었다는 논문, 관련이 없다는 논문이 나오고 있다.
2013년 체계적인 검토에 따르면 성적감각에 영향이 없다고 한다.미국 소아과 학회는 2012년 성명발표에서 포경수술이 성적감각에 부정적인 영향을 끼치지 않는다고 밝혔다.

## 시행 국가

세계 남성 할례·포경수술 비율
(2015년 Beyond Circumcision, Circumcision Reference and Commentary Service)
90% 이상
80% 이상 89% 이하
70% 이상 79% 이하
60% 이상 69% 이하
50% 이상 59% 이하
40% 이상 49% 이하
30% 이상 39% 이하
20% 이상 29% 이하
10% 이상 19% 이하
1% 이상 9% 이하
1% 미만
미확인

### 동아시아
- 대한민국
- 말레이시아
- 브루나이
- 인도네시아
- 필리핀

필리핀은 미국과 이슬람교의 영향(필리핀의 대부분 지역은 미국의 영향, 필리핀 남부지방의 경우 이슬람교의 영향)을 받아 포경수술 비율이 높으며, 말레이시아, 인도네시아는 이슬람교의 영향을 받아 포경수술 비율이 높다. 하지만 싱가포르는 10%이하이며, 말레이시아는 60%이다.
한국은 광복기 이전의 경우는 전혀 없었으나 광복 직후 미미하던 한국의 포경수술 시행률은 계속 증가하여 2000년에는 80%에 달하는 것으로 알려졌다. 이 수치는 40대 이하의 한국전쟁 이후 세대 및 저연령층 남성층으로 한정할 때는 비율이 의외로 높은 것으로 보인다. 한국전쟁 이후, 한국은 폭발적으로 성장한 개신교 근본주의 세력이나 미국의 영향으로 인해 포경수술 또한 자연히 무조건 좋은 것으로 받아들였을 가능성이 높은 것으로 보인다. 현재는 남성의 성감대를 죽이는 수술이라 불필요하다는 입장과 위생을 위해선 하는 것이 좋다는 입장이 맞서고있다. 2020년, 조사에 의하면 만 20세 대한민국 남성의 포경수술 비율은 20% 내외이다.

### 유럽
- 알바니아
- 보스니아 헤르체고비나
- 북키프로스
- 북마케도니아

반면, 유럽과 일본, 비 이슬람교 아프리카국가, 비 이슬람교 아시아국가, 중남미 등에서는 매우 적다. 미국을 제외한 캐나다, 오스트레일리아 등의 다른 앵글로색슨계 국가들도 상대적으로 시술률이 낮다.

### 중앙아시아 및 서아시아
중앙아시아, 서아시아 또한 이슬람교나 유대교의 영향으로 인해 포경수술이나 할례의 비율이 높은 편이다.
- 아프가니스탄
- 방글라데시
- 파키스탄
- 이집트
- 이란
- 이라크
- 이스라엘
- 쿠웨이트
- 레바논
- 리비아
- 시리아
- 튀르키예
- 투르크메니스탄
- 아랍에미리트
- 예멘
- 사우디아라비아
- 타지키스탄
- 우즈베키스탄
- 몰디브
- 아제르바이잔
- 바레인
- 카자흐스탄
- 카타르
- 요르단
- 오만
- 키르기스스탄

위 국가의 대부분은, 국민들을 기준으로 이슬람교나 유대교도의 비율이 지극히 높다.

### 아프리카
- 에리트레아
- 에티오피아
- 알제리
- 가나
- 기니
- 모로코
- 니제르
- 나이지리아
- 남아프리카 공화국
- 토고
- 튀니지
- 베냉
- 카메룬
- 차드
- 지부티
- 가봉
- 감비아
- 마다가스카르
- 말리
- 모리타니
- 케냐
- 콩고 공화국
- 시에라리온
- 소말리아

북아프리카와 동아프리카는 이슬람교 비율이 높으며, 성인식으로 할례를 행하는 나라도 있다.

### 아메리카
- 미국

기독교도가 약 8할을 차지하는 미국에서는 종교적 이유가 아닌, 위생상의 이유와 어린이, 청소년의 자위행위를 막는다는 이유로 19세기 말로부터 포경수술이 이루어졌다. 또 의료종사자 가운데 할례를 하는 종교 (주로 유대교)를 믿는 이들이 많아서 포피절제에 거부감을 느끼는 정도가 덜한 것도 한 원인이다.
1990년대까지는 태어난 남아의 대부분이 출생 직후 포경수술을 받았다. 미국의 병원에서 출산한 일본남아의 포경수술을 권장하는 일도 많았다. 그러나 위생상의 필요성은 희박함이 나타나게 되어 수술 자체도 비인도적이다는 견해가 강하여 1998년에 소아과 학회에서 포피 절제를 권장하지 않는 가이드 라인이 제출됐다. 이를 받고 포경수술을 받는 남자는 미국 전역에서  감소했다. 그러나 2012년 그들은 다시 추천 하기 시작했다.

### 오세아니아
- 오스트레일리아의 원주민인 어보리진은 통상의 할례에 더해서 음경의 하부, 즉 요도까지 절개하는 요도할례를 행하는 것으로 알려져 있었다.[16]

## 기타
- 포경수술의 포경이 고래를 잡는 행위를 뜻하는 한자어 포경(捕鯨)과 동음이의어 관계여서 대한민국에서는 고래잡이와 고래사냥이라는 속칭이 있다.

## 같이 보기
- 포경
- 여성 할례
- 할례의 절차
- 할례와 법
- 할례 흉터